# 건스모크
《건스모크》(Gunsmoke)는 감독 노먼 맥도널과 작가 존 메스턴이 만든 미국의 라디오 드라마와 이를 바탕으로 한 텔레비전 드라마이다. 미국 서부 이주가 한창이던 1870년대 캔자스주 도지시티를 배경으로 한다. 주인공 미국 연방보안관 맷 딜런 역은 라디오에선 윌리엄 콘래드가, 텔레비전에선 제임스 아네스가 맡았다.
한국에서는 텔레비전 드라마가 딜론 보안관이란 제명으로 알려져있다.

## 라디오 드라마 (1952-1961)
1940년대 말, 필립 말로 라디오 드라마 팬이었던 CBS 회장 윌리엄 S. 페일리가 "올드 웨스트판 필립 말로"를 만들어달라고 주문하면서 기획되었다.
라디오 드라마 방송이 시작되고 얼마 안 있어 텔레비전 드라마 제작이 거론되기 시작했다. 그러나 감독 노먼 맥도널은 건스모크가 텔레비전 매체로 옮겨졌을 때 라디오 드라마만큼 진실성을 담보할 수 있을지에 대해 의구심을 가졌고 CBS는 맥도널 없이 자체적으로 텔레비전 드라마를 준비하게 되었다. 작가 존 메스턴은 텔레비전 드라마판에서도 주요 작가로 일했다.
텔레비전 드라마판이 방영을 시작한 이후에도 라디오 드라마는 계속 진행되어 1961년까지 이어졌고, 오늘날 가장 장수한 라디오 드라마 중 하나로 남게 되었다.

### 출연
- 윌리엄 콘래드 - 연방보안관 맷 딜런 역
- 하워드 맥니어 - 찰스 "독" 애덤스 역

## 텔레비전 드라마 (1955-1975)
텔레비전 드라마는 초반에 라디오 드라마의 대사 및 장면과 거의 흡사한 대본으로 제작되었다.
라디오 드라마에 나왔던 배우들은 대부분 새로운 배우들로 교체되었다. 라디오 드라마에서 주인공을 연기했던 윌리엄 콘래드도 비만 문제로 명목상 오디션 기회만 주어졌을 뿐 텔레비전에서도 주연 자리를 따내는 데에는 실패하였지만 1963년과 1971년에 각각 한 편씩 총 두 편을 연출하였다.

### 출연
주연
- 제임스 아네스 - 연방보안관 맷 딜런 역
- 밀번 스톤 - 게일런 "독" 애덤스 역
- 어맨다 블레이크 - 캐슬린 "키티" 러셀 역
- 데니스 위버 - 체스터 B. 구드 역
- 켄 커티스 - 페스터스 헤이건 역

조연
- 글렌 스트레인지
- 버트 레이놀즈

- 바니 필립스
- 댑스 그리어
- 로이 바크로프트

- 찰스 워겐하임
- 허브 바이그런
- 팻 힝글
- 프랜 라이언

특별 출연
- 클로리스 리치먼
- 엘런 버스틴